# Сано Юко
Сано Юко  (яп. 佐野 優子, 26 липня 1979) — японська волейболістка, олімпійська медалістка.

## Виступи на Олімпіадах
| Олімпіада   | Дисципліна | Місце |
| ----------- | ---------- | ----- |
| Пекін 2008  | волейбол   | =5    |
| Лондон 2012 | волейбол   | 3     |